# 1996 în jocuri video
Acest articol prezintă evenimente importante legate de jocuri video din anul 1996. Vezi și istoria jocurilor video.

## Evenimente
În 1996, au apărut mai multe sequel-uri și prequel-uri în jocurile video, cum ar fi Civilization II, Super Mario 64, Duke Nukem 3D, Heroes of Might and Magic II, Street Fighter Alpha 2, Super Mario RPG, Virtua Fighter 3 sau Tekken 3, împreună cu titluri noi ca Blazing Heroes, NiGHTS into Dreams..., Crash Bandicoot, Pokémon Red/Green/Blue, Resident Evil, Dead or Alive, Diablo, Quake sau Tomb Raider.
Cea mai vândută consolă de jocuri video din întreaga lume a fost PlayStation, în timp ce cele mai vândute console din Japonia au fost Game Boy și Sega Saturn. Cel mai bine vândut joc video pentru acasă din întreaga lume a fost Street Fighter Zero 2 (Street Fighter Alpha 2) și Virtua Fighter 2.

### Lansări importante
- A-10 Cuba!
- Civilization II
- Death Rally
- Heroes of Might and Magic II
- Quake
- Warcraft II: Beyond the Dark Portal
- Deadlock: Planetary Conquest

### Companii
Februarie – Blizzard Entertainment achiziționează un grup de dezvoltare cunoscut sub numele de Condor, redenumindu-l Blizzard North

### Reviste
În 1996, au apărut 12 numere ale revistei Computer Gaming World.